# Marquesa de São Miguel
Marquês de São Miguel é um título nobiliárquico português criado pelo Príncipe-Regente D. João, em nome da Rainha D. Maria I, por Decreto de 7 de Maio de 1794 a favor de Margarida Xavier Botelho de Lancastre, Camareira-Mor.
Filha de Álvaro José Xavier Botelho de Távora, 4° Conde de São Miguel, Margarida Lancastre foi casada com D. Pedro José de Melo Homem. Após enviuvar foi nomeada Camareira-Mor da Rainha, o mais alto cargo para uma Dama na Corte. Seguindo a antiga tradição da Corte Portuguesa foi agraciada com um título nobiliárquico com Grandeza, no caso o de Marquesa da Casa a que pertencia.  

## Marquesa de São Miguel (1794)

### Titulares
1. Margarida Xavier Botelho de Lancastre (1743-1821), 1.ª Marquesa de São Miguel

### Armas
As dos Botelhos (plenas).